# Cannonia occidentalis
Cannonia occidentalis es un coleóptero de la familia Chrysomelidae.
Fue descrita científicamente por primera vez en 1901 por Weise.